# بازی طولانی (فیلم)
بازی طولانی (به انگلیسی: The Long Game) یک فیلم آمریکایی درام تاریخی محصول ۲۰۲۳ است که اقتباسی از رمان معجزه موستانگ نوشته هامبرتو جی. گارسیا در سال ۲۰۱۰ است. این فیلم به کارگردانی جولیو کوئینتانا است و بازیگران جی هرناندز، جولیان ورکس، جاینا لی اورتیز، برت کالن، اسکار نونز، پاولینا چاوز، گرگوری دیاز چهارم، خوزه جولیان، چیچ مارین، و دنیس کواید هستند.
این فیلم توسط موکو ماس مدیا در ۱۲ آوریل ۲۰۲۴ در سینماهای ایالات متحده اکران شد.

## فرض
این فیلم داستان واقعی سان فیلیپ موستانگ‌ها را روایت می‌کند، گروهی از جوانان مکزیکی-آمریکایی واقع در دل ریو، تگزاس. در دهه ۱۹۵۰ گروه شروع به بازی گلف در یک باشگاه روستایی سفیدپوستان در شهر کردند. علی‌رغم تعصب، موستانگ‌ها بر این موانع غلبه کردند و قهرمان ایالت تگزاس در سال ۱۹۵۷ شدند.

## بازیگران
- جی هرناندز در نقش جی بی پنیا
- دنیس کواید در نقش فرانک میچل
- چیچ مارین در نقش پولو
- جولیان در نقش جو تروینو کار می‌کند
- جاینا لی اورتیز در نقش لوسی پنیا
- برت کالن در نقش قاضی میلتون کاکس
- اسکار نونیز در نقش اصلی جنگ
- پاولینا چاوز در نقش دانیلا تورس
- گریگوری دیاز چهارم در نقش ژن واسکز
- میگل آنخل گارسیا در نقش فیلیپه رومرو
- کریستین گالگوس در نقش ماریو لوماس
- خوزه جولیان در نقش لوپه فلان
- گیلیان ویگمن در نقش گیل بیکر
- ریچارد روبیشو در نقش دان گلن
- جیمی گونزالس در نقش آدلیو تروینو
- مایکل ساوتورث در نقش تیم کاکس
- مایکل مک کاسلین در نقش مارگارت کاکس
- هیدر کافکا در نقش آلیس گلن

## تولید
در ژوئن ۲۰۲۲ اعلام شد که جی هرناندز، جاینا لی اورتیز، دنیس کواید و جولیان ورکز در این فیلم بازی خواهند کرد.

## اکران
بازی طولانی در جنوب از جنوب غربی در ۱۲ مارس ۲۰۲۳ به نمایش درآمد. این فیلم توسط موکو ماس مدیا در ۱۲ آوریل ۲۰۲۴ به نمایش درآمد.

## بازخورد
در وبگاه جمع‌آوری نقد راتن تومیتوز، ٪۸۰ از ۳۰ بررسی منتقدان مثبت است و میانگینِ امتیاز آن ۶٫۴/۱۰ است. این فیلم در متاکریتیک که از میانگین وزنی استفاده می‌کند، بر اساس نظر ۵ منتقدین امتیاز ۶۵ از ۱۰۰ را کسب کرده که نشان‌گر «نقدهای عموماً مطلوب» است.